# Litouwen op het Eurovisiesongfestival 1994
Litouwen nam deel aan het Eurovisiesongfestival 1994 in Dublin, Ierland. Het was de eerste deelname van het land op het Eurovisiesongfestival. De selectie verliep via een interne selectie. De publieke omroeporganisatie LRT was verantwoordelijk voor de Litouwse bijdrage voor de editie van 1994.

## Selectieprocedure
De Litouwse omroep koos ervoor om hun kandidaat en lied intern te selecteren. Men koos uiteindelijk voor de zanger Ovidijus Vyšniauskas met het lied Lopšinė mylimai.

## In Dublin
Op het festival in Ierland moest Litouwen optreden als 16de, net na Slowakije en voor Noorwegen. Op het einde van de puntentelling bleek dat ze geen punten ontvingen en op de 25ste en laatste plaats eindigden.

### Gekregen punten

#### Finale
| 12 punten | 10 punten | 8 punten | 7 punten | 6 punten |
| --------- | --------- | -------- | -------- | -------- |
|           |           |          |          |          |
| 5 punten  | 4 punten  | 3 punten | 2 punten | 1 punt   |
|           |           |          |          |          |

### Punten gegeven door Litouwen

#### Finale
Punten gegeven in de finale:
| 12 punten | Polen     |
| 10 punten | Ierland   |
| 8 punten  | Frankrijk |
| 7 punten  | Malta     |
| 6 punten  | Rusland   |
| 5 punten  | Zweden    |
| 4 punten  | Duitsland |
| 3 punten  | IJsland   |
| 2 punten  | Roemenië  |
| 1 punt    | Noorwegen |